# Camp de concentration

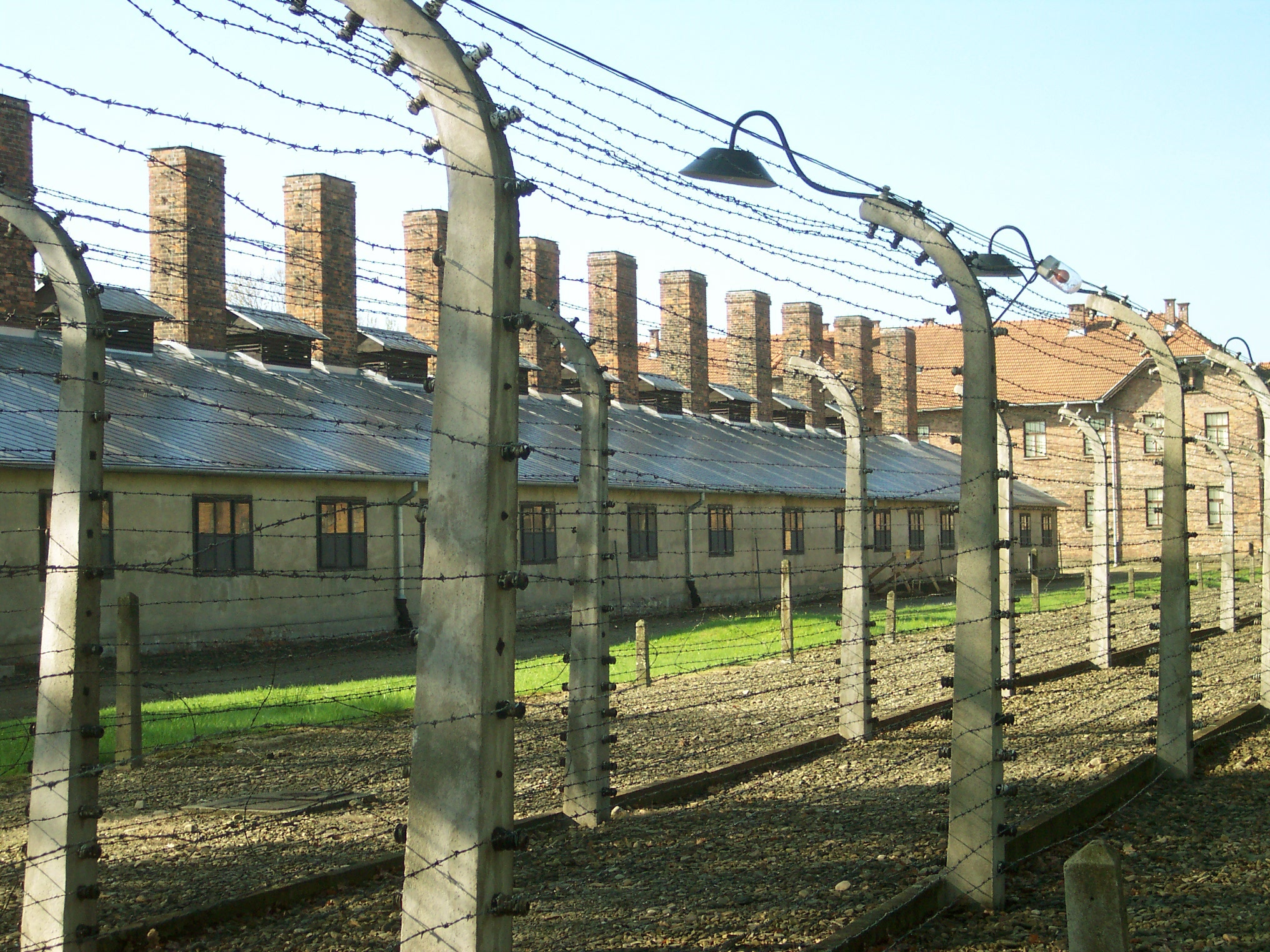
Double clôture électrifiée du camp Auschwitz I.

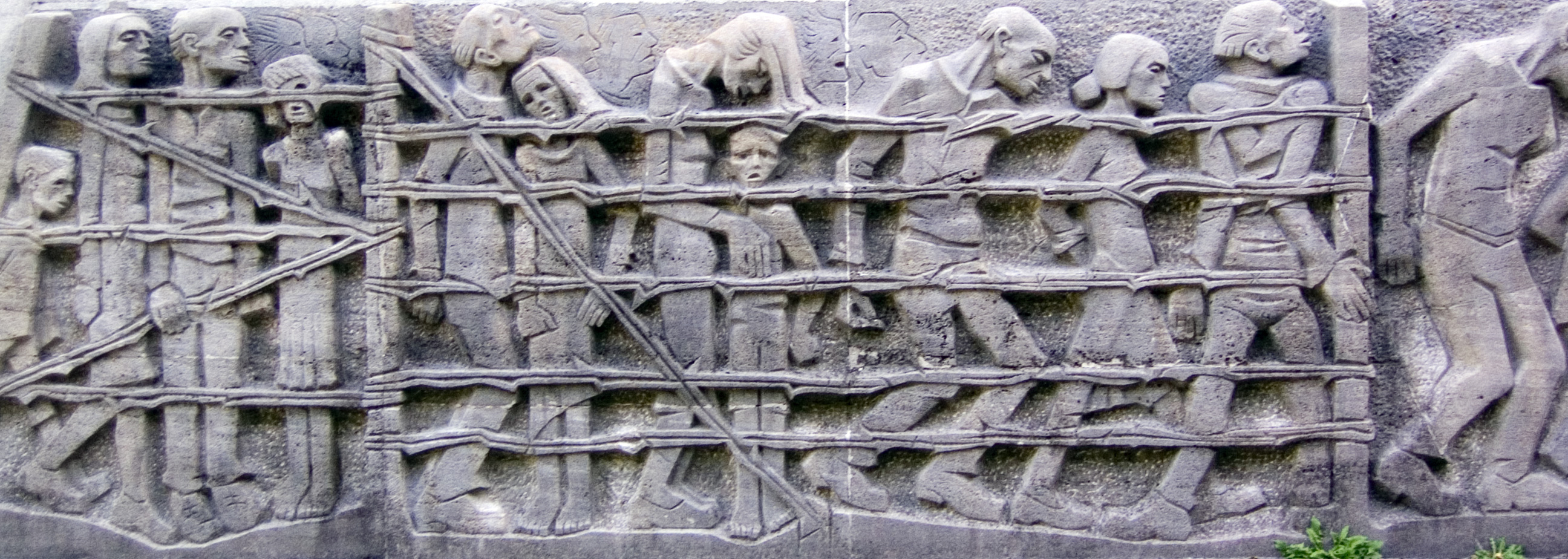
Détail du monument antiguerre Mahnmal Bittermark, à Dortmund, Allemagne.

Un camp de concentration est un lieu fermé de grande taille construit pour regrouper et pour détenir une population considérée comme ennemie, généralement dans de très mauvaises conditions de vie. Cette population peut se composer d'opposants politiques, de ressortissants de pays avec lesquels le pays d'accueil est en état de guerre, de groupes ethniques ou religieux spécifiques, de civils d'une zone critique de combats, ou d'autres groupes humains, souvent pendant une guerre. Les personnes sont détenues en raison de critères généraux, sans procédure juridique, et non en vertu d'un jugement individuel. Le terme est surtout connu par la création de très nombreux camps par le régime nazi. Si les conditions de détention dans les camps de concentration nazis menaient de fait à des taux de morbidité et de mortalité extrêmement élevés, ils sont distincts des centres d'extermination nazis.
L'expression « camp de concentration » est née à la fin du XIXe siècle. Son origine provient du terme « reconcentración » utilisé par les Espagnols d'après les ordres du général Valeriano Weyler, pendant la guerre d'indépendance cubaine (1895-1898),. Par la suite, les Britanniques reprirent cette méthode durant la seconde guerre des Boers (1899-1902) et donneront naissance à l'expression.

## Camps de concentration pour civils

### Internement de civils de pays ennemis
L'histoire d'un camp de concentration, bien qu'il soit admis par le droit de la guerre pour l'internement des civils ennemis, est difficile à justifier en ce sens qu'alors, l'internement constitue une mesure collective et non individuelle, qui ne sanctionne pas des actes individuels, mais une situation indépendante de la volonté de la personne internée.
De tels camps sont utilisés en tant que mesure conservatoire militaire : si des ressortissants du pays B vivent dans le pays A lors de la déclaration de guerre entre A et B, le pays A peut considérer que les ressortissants de B sur son territoire sont des ressortissants d'un pays ennemi, qu'il importe d'interner, pour éviter qu'ils rejoignent l'armée adverse ou se lancent dans des opérations d'espionnage. Ainsi, certains responsables des camps d'internement parleront de simples prisons élargies pour recevoir un plus grand nombre d'internés prisonniers, ou même — dans certains pays et hors temps de guerre — de « structures éducatives ».

### Apparition des camps de concentration: Cuba, seconde guerre des Boers, Namibie

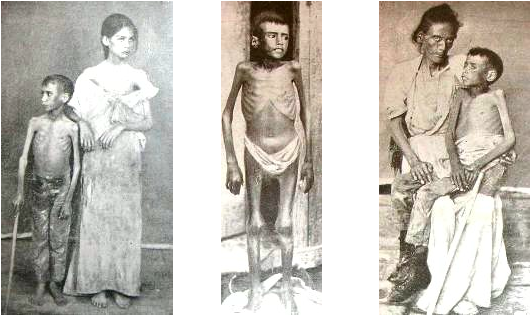
Paysans cubains internés dans les camps de concentration espagnols à Cuba

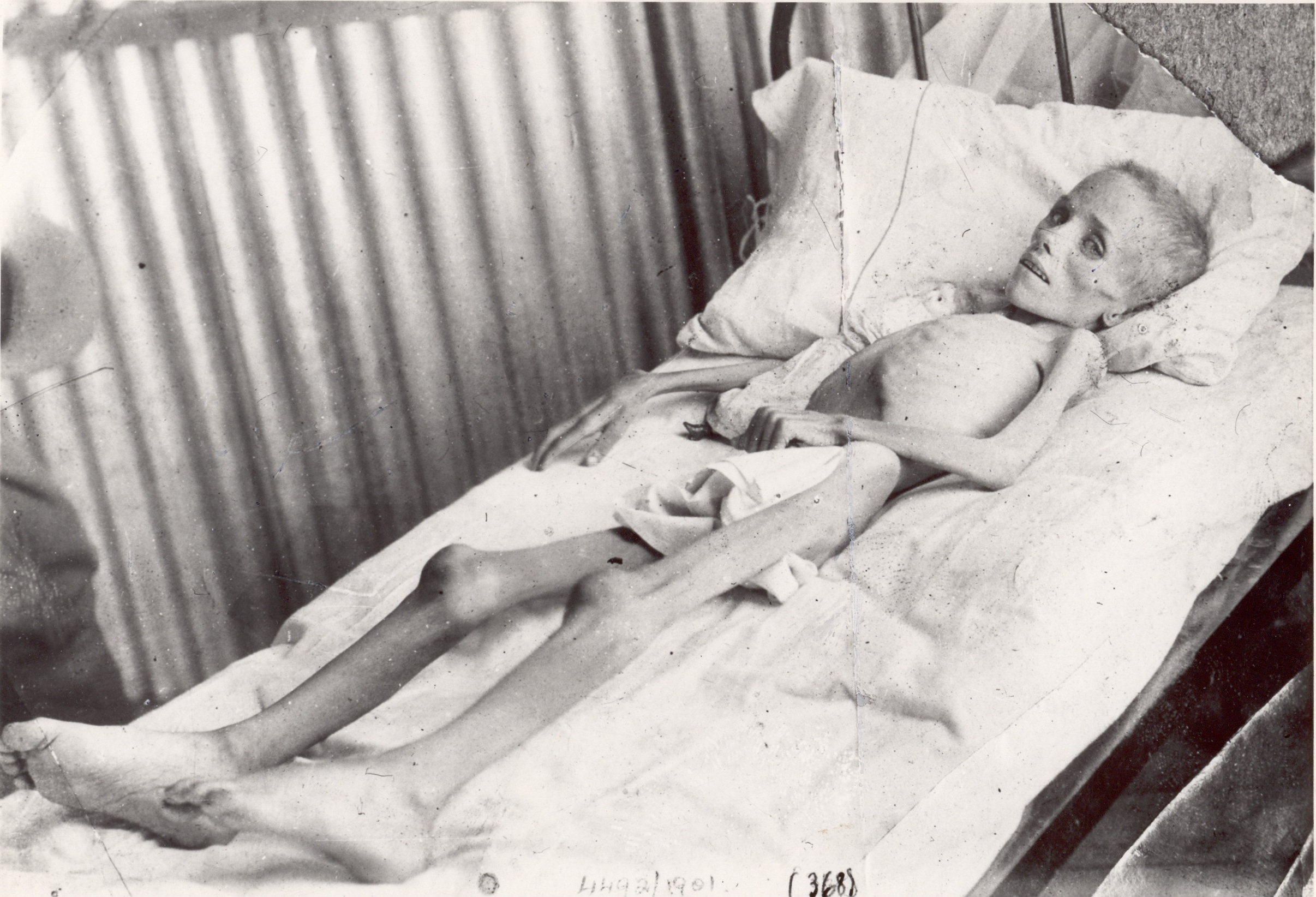
Lizzie van Zyl, une enfant boer internée et morte dans le camp de concentration britannique de Bloemfontein en Afrique du Sud durant la seconde guerre des Boers.

Les premiers camps de concentration ont été formés par les Espagnols à Cuba dans un contexte colonial,, pendant la Guerre d'indépendance cubaine. Le général Valeriano Weyler (Valerià Weyler i Nicolau) a l'idée en 1897 de « concentrer » les populations civiles dans des places contrôlées par l'armée pour enlever tout soutien à la rébellion, d'où le nom de politique espagnole de reconcentration. Près de 400 000 personnes sont ainsi déplacées dans ces camps. Les civils sont invités à rentrer dans ces camps, avec leur bétail, sous le délai de huit jours. Passé ce délai, ceux qui se trouvent à l'extérieur sont considérés comme rebelles et donc tués. Le sénateur américain Redfield Proctor se rend sur place et visite ces camps ; il en rend compte au Sénat américain le 17 mars 1898 :

« Une fois déportés, hommes, femmes, enfants et animaux domestiques sont placés sous garde armée à l'intérieur de tranchées fortifiées. [...] Concentration et désolation [...] »

Le terme, « re-concentration » (« reconcentración », en espagnol), et son principe est repris par les Anglais pour lutter contre les Boers.

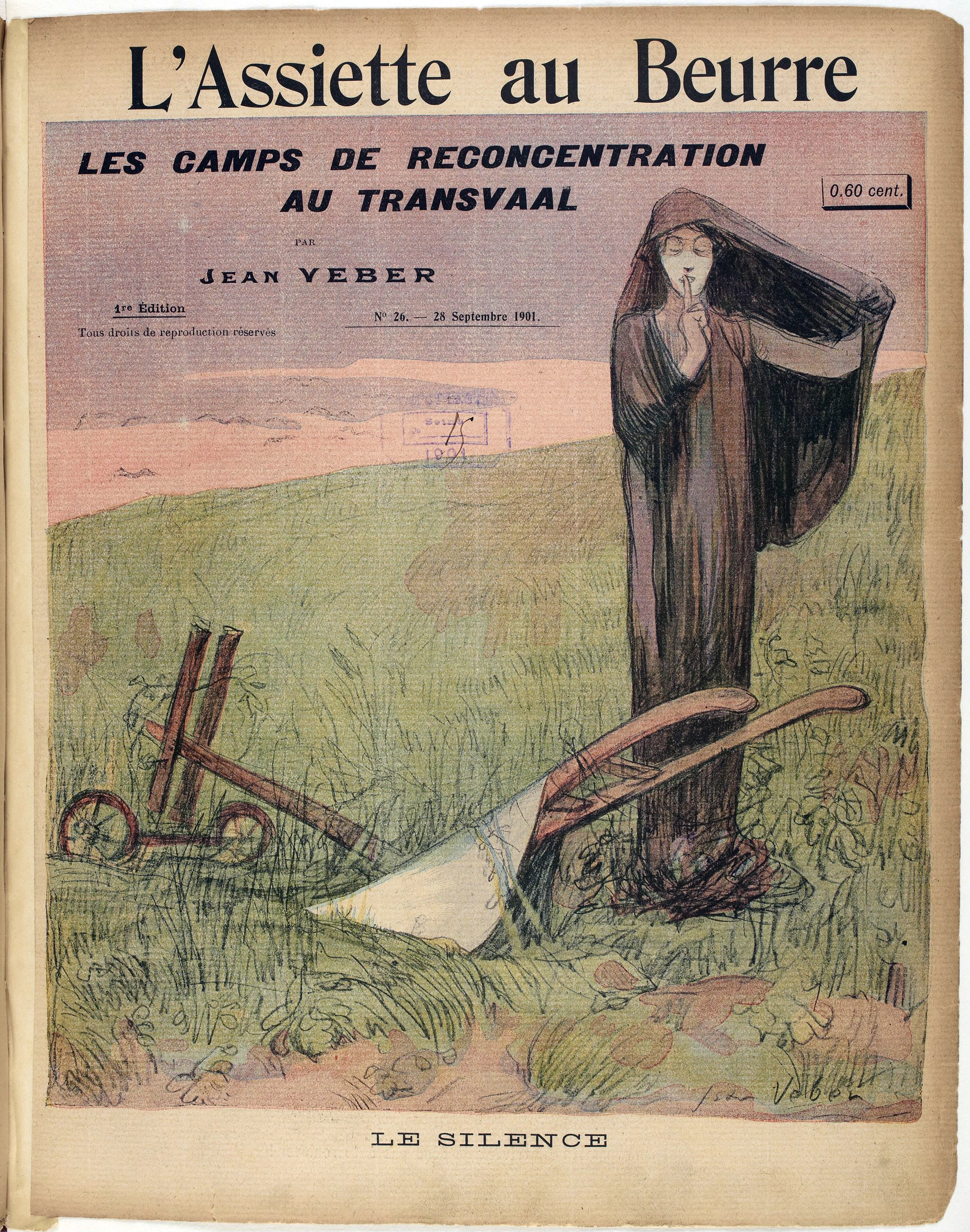
Un artiste français, Jean Veber, dénonce en 1901 dans L'Assiette au Beurre, les « camps de re-concentration » du Transvaal.

La première apparition de la dénomination « camp de concentration » est due aux Britanniques en Afrique du Sud, également dans un contexte colonial, durant la seconde guerre des Boers (Transvaal, 1899-1902) ; sur ordre du général Frederick Roberts puis de Lord Kitchener, les Britanniques y enfermaient les femmes, les vieillards et les enfants des Boers, ainsi que des membres de tribus indigènes.
Il y a eu également les camps de concentration construits par le général Lothar von Trotha dès 1904, comme le camp de concentration de Shark Island en Namibie pour éliminer le peuple Héréro opposé à la colonisation entreprise par le gouverneur Heinrich Göring et aux armées du chancelier Von Bülow. Le désastre humanitaire fut effrayant : plus de 70 000 Héréros morts avant ou dans les camps de concentration (pour cause de malnutrition, mauvais traitements, exécutions sommaires des malades ainsi que des plus faibles). Il ne faut pas oublier les expériences anthropologiques, scientifiques et médicales transformant les prisonniers hereros en cobayes humains.

### Évolution historique

#### Première Guerre mondiale
D'une manière générale, tous les pays liés à la Première Guerre mondiale ont ouvert des camps pour regrouper les civils des nations ennemies : camps pour Allemands en Australie, pour Belges en Afrique allemande, pour Autrichiens en Russie, etc.. Au Royaume-Uni, 32 000 étrangers ou espions supposés ou Irlandais après 1916, ont été enfermés dans des camps comme le champ de course de Newbury, puis dans une prison de l'île de Man qui n'était pas prévue pour des civils. Des tailleurs juifs de Londres, issus de Galicie (donc de l'Autriche-Hongrie) sont aussi internés dans des camps.
La France a utilisé des camps de concentration durant la Première Guerre mondiale, dont ceux de Pontmain ou de Crest, pour y enfermer les ressortissants allemands, austro-hongrois, ottomans[Pas dans la source] ou tsiganes présents sur son territoire à l'ouverture des hostilités. De nombreuses îles françaises de la Manche, de l'Atlantique et de la Méditerranée ont été utilisées pour implanter de tels camps[réf. nécessaire].

#### Entre-deux-guerres
L’entre-deux-guerres fut une période de grand développement des camps de concentration et de perfectionnement des méthodes de soumission, d’exploitation économique et d’extermination des catégories jugées « nuisibles », à mesure que se multipliaient les systèmes politiques totalitaires.
Des bagnes appelés katorgas existaient déjà dans l’Empire russe notamment dans les zones peu peuplées de l’Extrême-Orient russe, donnant à ces contrées une réputation de punition. Pendant la révolution russe, ils furent abolis par la République russe après la révolution de Février, mais rétablis en septembre 1918 par la Russie soviétique après celle d’Octobre : réorganisés en camps de travaux forcés, ils peuvent être comparés à des camps de concentration puisqu’ils fonctionnent en dehors d’un système judiciaire régulier et réunissent un grand nombre de détenus dans des conditions très dures. Le réseau de camps de travaux forcés de l’URSS compta à son apogée plus de 650 camps (des « villes-prisons » dont plusieurs dizaines regroupaient entre 5 000 et 10 000 prisonniers) ; il reçut en 1930 le nom de Goulag. Il était géré par la police politique (Tchéka, Guépéou, NKVD) comme instrument de terreur et d’expansion économique. Cette administration pénitentiaire connut une croissance constante jusqu’à la mort de Joseph Staline, à mesure que de nouvelles catégories de citoyens étaient incarcérés et déportées, et que ses prérogatives économiques se développaient,,.
Des camps de concentration ont aussi été créés par l’Italie fasciste en Libye italienne pour permettre le contrôle des populations libyennes et dans le but de priver la rébellion dirigée par Omar al-Mokhtar de tout soutien, mais des opposants politiques au fascisme y sont également détenus.
En France, le décret-loi du 12 novembre 1938 du gouvernement Daladier prévoit l’internement des « indésirables étrangers », élargi par la loi du 18 novembre 1939 qui permet l’internement « de tout individu, Français ou étranger, considéré comme dangereux pour la défense nationale ou la sécurité publique ». Dès 1939, les camps d’internement français furent utilisés, moins dans un but de défense du pays que pour rassembler les quelque 450 000 réfugiés espagnols (réfugiés républicains fuyant l’avancée du camp franquiste) arrivés en France en moins d’un mois, soit le premier plus grand déplacement de population en Europe occidentale du XXe siècle. Ces camps étaient situés à Vernet, Gurs, Rivesaltes, Argelès-sur-Mer et Agde,,. Si, au départ, les autorités françaises furent dépassées par la gestion du nombre de réfugiés amenant une situation sanitaire déplorable au sein de ces camps, très rapidement des mesures furent prises afin d’améliorer les conditions de vie des réfugiés et ainsi faire chuter la propagation de maladies, notamment la dysenterie.
C’est pourquoi l’utilisation du terme « camp de concentration » dans ce cadre français est contestée : pas de travail forcé, pas de dépersonnalisation, libre déplacement à l’extérieur de ces camps (d’ailleurs très peu étaient fermés). Pour certains historiens, ajouter le qualificatif « de concentration » à ces camps est un abus de langage. Le terme « camp d’internement » est souvent préféré mais la terminologie a varié au cours de l’histoire concentrationnaire puis au cours des recherches sur cette histoire. Selon Geneviève Dreyfus-Armand, spécialiste de l’exil républicain espagnol : « Le terme camp de concentration peut choquer ; il est couramment utilisé dans les documents administratifs de l’époque, et le ministre de l’Intérieur, Albert Sarraut, l’emploie dans un sens « lénifiant » lors de sa conférence de presse au début de février 1939 : "Le camp d’Argelès-sur-Mer ne sera pas un lieu pénitentiaire, mais un camp de concentration. Ce n’est pas la même chose" ».

#### Seconde Guerre mondiale
Lors des débuts de la Seconde Guerre mondiale, de nouveau, le procédé a été employé en France pour interner les ressortissants des pays ennemis, mais dans ce cas la police française n'a pas fait de différence entre les Allemands et Autrichiens réfugiés en France et les partisans d'Hitler dont certains avaient organisé en France, dès le temps de paix, une « cinquième colonne ». À partir de 1939, des mesures découlant de l’état de guerre imposent également des restrictions pour les gens du voyage.
Les Britanniques aussi ont organisé des camps de concentration de civils de l’Axe. C’est ainsi que des civils du sexe masculin résidant aux Indes, allemands, italiens, et même français après la mise en place du régime de Vichy, voire britanniques jugés suspects, se sont retrouvés, en 1940, internés au camp de Deraa Doun, sur les contreforts de l’Himalaya.
Des camps de concentration ont été ouverts aux États-Unis, notamment ceux destinés à l’internement des Nippo-Américains, à la suite de l’attaque de Pearl Harbor,,. Des années plus tard, le souvenir de ces rafles de civils japonais et Nippo-Américains a refait surface dans l’opinion publique américaine. Le gouvernement des États-Unis présenta des excuses à ce sujet en 1988.

D’autres camps de concentration ont été instaurés ailleurs, entre 1940 et 1945, comme ceux du Canada destinés aux Nippo-Canadiens et, entre autres, aux ressortissants d’origine italienne et allemande.
Des camps d'internement français ont été constitués par le régime de Vichy en zone non occupée et en Afrique du Nord entre 1941 et 1944 pour interner des Juifs (à commencer par les juifs étrangers), des résistants, des engagés allemands de la Légion étrangère, des Roms (par exemple : le camp de concentration de Montreuil-Bellay) et des antifascistes d’Europe centrale et orientale qui avaient trouvé refuge en France. Certains camps furent utilisés ensuite à la libération pour les prisonniers allemands, comme le camp de Mulsanne.
À ces camps, il faut ajouter ceux des pays-satellites de l'Allemagne nazie dont les principales victimes furent, entre 1941 et 1944, les juifs, les roms et les antifascistes : le régime fasciste hongrois de Ferenc Szálasi en Bácska et en « région autonome subcarpathique » (Kárpátaljai kormányzói biztosság), le régime fasciste roumain d’Ion Antonescu en Transnistrie, théâtre de la Shoah en Roumanie, le régime fasciste bulgare de Bogdan Filov et Dobri Bojilov en Thrace prise à la Grèce, où périrent la plupart des juifs grecs, ou encore du régime fasciste croate d’Ante Pavelić, dirigé par les Oustachis, qui, au camp de concentration de Jasenovac et ailleurs, tuèrent de 45 000 à 80 000 Serbes, Croates antifascistes, Juifs, Roms et opposants.

#### Après 1945
C’est à l’issue de la Seconde Guerre mondiale que le Goulag soviétique atteignit son apogée, mais il déclina progressivement à partir de la mort de Staline en 1953 et surtout de la déstalinisation en 1956 : beaucoup de survivants furent alors libérés (quitte à être assignés à résidence dans les régions sous-peuplées de l’URSS) ; une autre vague de libérations, avec autorisation de retour dans les foyers d’origine, eut lieu à partir de 1986 avec la perestroïka. Le dernier camp correctionnel de travail, Perm-35, fut fermé en 1991. Perm-36, le dernier encore sur pied en Russie, abrite le musée de l'histoire de la répression politique et du totalitarisme en URSS.
Certains camps de concentration nazis ont été « réutilisés » après la libération comme le camp de Zgoda en Pologne. En France, des camps du régime de Vichy ont également servi comme camps de prisonniers de guerre à la libération.
Des camps de regroupement ont été créés pendant la guerre d'Algérie pour permettre le contrôle des populations algériennes,.
Par contre, les camps de regroupement de harkis après les accords d'Évian ne sont pas des camps de concentration : ils n'en avaient pas le caractère (les harkis, loin d'être des ennemis de la France, l'avaient au contraire servie, ils étaient de plein droit citoyens français, et ces camps ne comportaient ni régime carcéral, ni brimades), mais constituaient tout de même des camps de regroupement de la population. Leur durée d'existence, supérieure à dix ans, est allée bien au-delà de celle des simples camps de réfugiés, car les autorités françaises n'ont pratiquement rien fait pour assurer leur intégration.

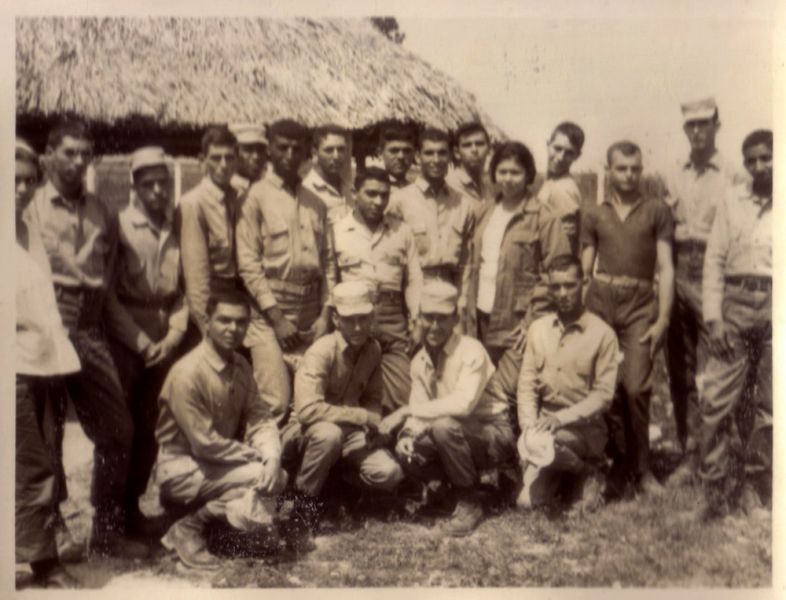
Homosexuels et opposants politiques dans un UMAP en 1967.

Dans les années 1960 à Cuba, le gouvernement castriste crée les Unités militaires d'aide à la production destinées selon Pierre Rigoulot « aux homosexuels, aux asociaux et aux autres parasites ». Martha Frayde évoque en ces termes ces unités militaires : le régime « avait construit dans l’île des camps de travail qui se trouvaient être, en fait, de véritables camps de concentration, où l’on entassait des jeunes, accusés de délits divers, qui servaient en fait de main d’œuvre gratuite dans les nombreux chantiers ouverts par le gouvernement ». L'usage de l'expression « camps de concentration » pour désigner ces camps est toutefois contesté par Mariela Castro, puisque les « détenus » étaient rémunérés et n'y restaient que pour la durée de leur service militaire,. Fidel Castro indique en 2010 « Après mon arrivée au pouvoir, les représentants des minorités sexuelles étaient persécutés… C’étaient des moments de grande injustice… de grande injustice ! »,[pertinence contestée].
Durant la guerre en ex-Yougoslavie, le régime de Slobodan Milošević a mis en place une trentaine de camps de concentration dans lesquels furent internés 93 000 civils musulmans, catholiques et opposants politiques. Le plus connu est le camp de concentration d'Omarska où 5 000 personnes périrent sur les 13 000 détenus du camp selon une enquête du Congrès américain.
En Chine communiste, le Laogai (dit « Goulag chinois ») a connu une période d’expansion massive durant la période maoïste, puis a progressivement régressé notamment à partir du Boluan Fanzheng (la « perestroïka chinoise », sous les auspices de Deng Xiaoping) dans la décennie 1980, sans toutefois disparaître.
En Corée du Nord, l’équivalent du Goulag et du Laogaï est le Kwanliso où plus de 200 000 personnes se trouveraient, et dont le camp de concentration de Yodok est le plus connu. Des « expériences médicales » y sont effectuées sur les prisonniers.
Même s’il n’y a pas de commune mesure avec l’importance du système concentrationnaire de sa voisine du Nord, la Corée du Sud n’est pas exempte de camps où règne la brutalité : les sans-abri ont été, entre 1975 et 1990 systématiquement arrêtés et internés par les services de police dans des camps de regroupement où des détenus sont morts en raison des traitements subis.

## Camps de concentration de l’Allemagne nazie

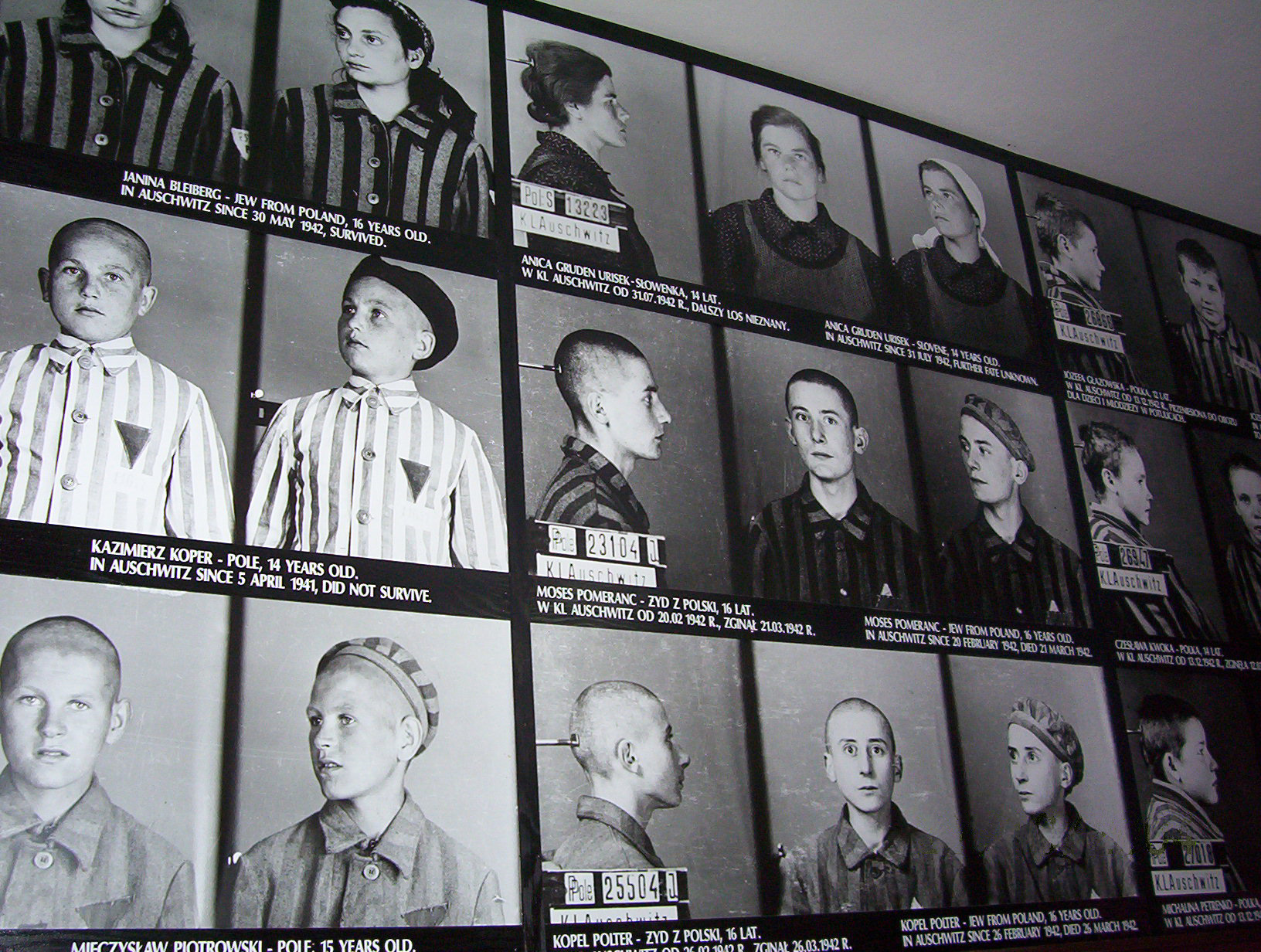
Le fichage et la numérotation des prisonniers font partie de la dépersonnalisation.

À partir de 1933, le Troisième Reich met en place des camps de concentration (Konzentrationslager ou KZ) dans des buts punitifs et discriminatoires : pour éloigner les opposants au régime et enfermer, maltraiter diverses catégories de rejetés par la société allemande : les juifs, les communistes, les criminels, les Témoins de Jéhovah, alors appelés Bibleforscher, les homosexuels, les asociaux, etc.

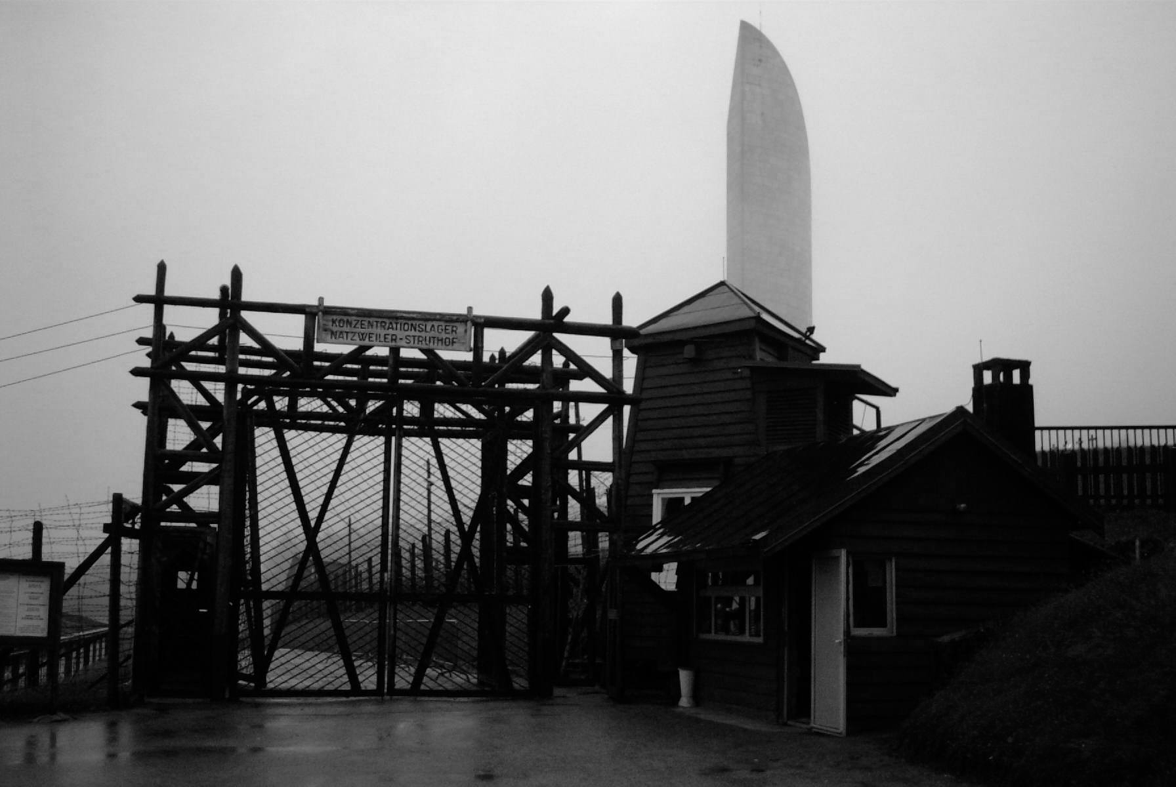
Entrée du camp de concentration de Struthof.

Après l'attaque allemande contre l'URSS, en 1941, les Allemands transforment certains de ces camps de concentration en camps d'extermination (Auschwitz) et construisent des camps uniquement affectés à la Shoah (Treblinka, Sobibor…) : ces camps sont mis en place pour y exterminer immédiatement ou par épuisement au travail et par mauvais traitement, les Juifs et les Tziganes.

### Buts des camps de concentration de l'Allemagne nazie
Les objectifs des camps de concentration mis en place par le régime de l'Allemagne nazie sont notamment :
- anéantir les mouvements de Résistance ;
- écraser toute opposition politique et syndicale ;
- exploiter un grand nombre de travailleurs forcés (camp de travail). La carte industrielle de l'Allemagne nazie s'harmonisait parfaitement avec la carte des camps de concentration : Volkswagen, Varta, Siemens, Bosch, Opel, BMW, Henkel, entre autres, utilisèrent la main d’œuvre concentrationnaire[48] ;
- exterminer les Juifs[49], les Slaves et les Tziganes (centres d'extermination nazis) ;
- purger la population des personnes considérées comme inutiles ou nuisibles.

Les personnes incarcérées dans de tels camps le sont souvent pour des motifs politiques, religieux, raciaux, d'une façon générale en raison d'une discrimination ou d'un soupçon à leur encontre.
Les déportés internés y sont séparés de leurs proches, gardés dans des conditions très précaires et difficiles, souffrant de malnutrition aigüe, forcés à travailler et maltraités par les gardiens. La mortalité est variable selon le statut des camps : extrêmement élevée dans les camps d'extermination, sensiblement moindre dans les camps de travail.

## Bagnes et colonies pénitentiaires
Contrairement aux camps de concentration, les bagnes faisaient partie du système judiciaire ordinaire de la France ou du Royaume-Uni et les katorgas de celui de la Russie impériale, mais en partagent les autres mêmes caractéristiques : 
- confinement ;
- installations sommaires et étendues contrairement aux prisons ;
- travail forcé, en général dur (beaucoup de prisonniers en mouraient) et sans qualification.

## AuXXIesiècle
En décembre 2003, l'Assemblée nationale cubaine a également qualifié publiquement le centre de détention de la base militaire américaine de Guantánamo de « camp de concentration ».
En 2020, perdurent toujours le Laogai en Chine et le Kwanliso en Corée du Nord, mais ailleurs, de nombreux camps de regroupement forcé existent, notamment en lien avec les guerres civiles en cours et la crise migratoire : à titre d’exemple la Libye interne les réfugiés et les migrants vers l’Europe, de sorte que l’Union européenne est accusée d’« externaliser la gestion des flux migratoires » après avoir encouragé la dictature de Kadhafi à créer de tels camps.
Depuis février 2022, lors de l'invasion de l'Ukraine, les troupes russes ont créé des camps de filtration qui, en raison du traitement inhumain infligé même aux civils ukrainiens, ont été comparés par un certain nombre de chercheurs aux camps de concentration de l'Allemagne nazie, et l'article du stratège politique russe Timofeï Sergueïtsev « Ce que la Russie devrait faire de l'Ukraine » a été qualifié par l'historien américain Timothy Snyder de guide direct du génocide ,. En mai 2022, 21 camps de ce type ont été créés, dont les Russes ont détruit l'un avec des prisonniers précédemment torturés ,,,.

## Le camp de concentration dans la culture
Le camp de concentration, en tant que tragédie historique majeure, a laissé une empreinte durable sur la culture mondiale, se manifestant à travers divers médias artistiques.
- Littérature : Des œuvres littéraires majeures, telles que Si c'est un homme de Primo Levi et Le Journal d'Anne Frank, ont capturé les expériences déchirantes des détenus des camps de concentration. Ces témoignages poignants ont contribué à sensibiliser le public aux horreurs de cette période.

- Cinéma : Des films emblématiques, comme La Liste de Schindler de Steven Spielberg, Le Pianiste de Roman Polanski, et Nuit et Brouillard d'Alain Resnais, ont apporté une représentation visuelle et émotionnelle de la réalité des camps de concentration. Ces œuvres cinématographiques ont joué un rôle clé dans la transmission de la mémoire historique.

- Musique : La musique a également été un moyen d'expression artistique. Des compositions telles que le Dies iræ  de Krzysztof Penderecki et la Symphonie n° 2, Résurrection de Gustav Mahler ont commémoré les victimes et témoigné de la gravité de l'Holocauste.

- Arts Visuels: Les artistes visuels ont créé des œuvres saisissantes, allant des photographies d'époque aux dessins de prisonniers, témoignant visuellement des souffrances endurées dans les camps de concentration. Les installations artistiques contemporaines perpétuent la mémoire de cette sombre période.

L'intégration du camp de concentration dans la culture vise à préserver le devoir de mémoire, en rappelant les conséquences dévastatrices de l'intolérance et de la discrimination. Ce patrimoine culturel contribue à éviter l'oubli et à prévenir la répétition des atrocités qui ont marqué l'Holocauste.

### Dictons populaires
Dans les dictons populaires, il existe des références aux camps de concentration :
- Le pasteur allemand Martin Niemöller (1892–1984) évoque la lâcheté des intellectuels face aux systèmes totalitaires et aux purges qui les déciment, un groupe après l'autre[59] : la version suivante est une de celles reconnues comme définitives par la Fondation Martin Niemöller[60] :

« 
Quand les nazis sont venus chercher les communistes, je n’ai rien dit : je n’étais pas communiste.
Quand ils ont enfermé les sociaux-démocrates, je n’ai rien dit : je n’étais pas social-démocrate.
Quand ils sont venus chercher les syndicalistes, je n’ai rien dit : je n’étais pas syndicaliste.
Quand ils sont venus me chercher, il ne restait plus personne pour protester.
 »
- Les anekdot des pays communistes évoquent également les camps, dont ces quatre exemples parmi des centaines[61],[62],[63],[64],[65] :

1. Trois prisonniers en camp : -"J'avais une montre qui retardait et je suis arrivé plusieurs fois en retard : ils m'ont collé trois ans pour sabotage de l'économie !" -"Moi, ma montre avançait, et je suis arrivé plusieurs fois en avance : j'ai eu quatre ans pour espionnage !" -"Eh bien moi j'avais une montre toujours à l'heure, grâce à elle j'étais ponctuel et ils m'ont mis cinq ans pour utilisation de la technologie étrangère !"
2. Trois prisonniers en camp : -"J'avais une famille à nourrir et j'ai pris des œufs pour moi au kolkhoze : ils m'ont collé trois ans pour sabotage de l'économie populaire !" -"Moi, j'ai hébergé l'un de mes élèves dont les parents avaient été arrêtés : j'ai eu quatre ans pour complicité avec des ennemis du peuple !" -"Eh bien moi je n'ai rien fait du tout et ils m'ont mis cinq ans tout de même !" -"Ne nous prends pas pour des billes, mon vieux : pour rien du tout, c'est deux ans !"
3. Trois prisonniers en camp : -"J'ai pris position pour la ligne du camarade Konyédur Aplémov au Congrès : ils m'ont collé trois ans pour déviationnisme !" Le second dit : -"Moi, je me suis opposé à cette ligne : j'ai eu quatre ans pour manque de confiance dans le Parti !" Le troisième se tait. Les deux autres le regardent avec insistance, alors il soupire et finit par lâcher : -"Oh, moi c'est très différent : je suis Konyédur Aplémov !"
4. Les camps ? il y a trois sortes de citoyens : ceux qui y ont été, ceux qui y sont, et ceux qui y seront.

### Note
1. ↑  Les auteurs du Livre noir du communisme qualifient aussi les UMAP de camps de concentration.

#### Sur les différents camps dans différents pays
- au XIXe siècle :
  - les camps de Cuba durant la Guerre hispano-américaine ;

- au XXe siècle :
  - Camp de concentration de Shark Island
  - Camps de concentration allemands 1914-1918 ;
  - Camp d'internement français qui tente de comptabiliser les camps français au XXe siècle, le Camp des Milles, Drancy, font partie de la quarantaine recensée ;
  - Crimes nazis contre les prisonniers de guerre soviétiques ;
  - Camps de concentration des Japonais-américains aux États-Unis ;
  - Camps de concentration franquistes ;
  - Enric Marco ;
  - Camps de concentration nazis ;
  - Liste des camps de concentration nazis ;
  - Liste des camps  de « nomades » en France, (1939-1946);
  - Camps de concentration oustachis dans l'État indépendant de Croatie ;
  - Camps de concentration britanniques en Afrique du Sud, pendant la seconde guerre des Boers ;
  - Camps de concentration de Corée du Nord;
  - Otages et camps de rééducation du Việt Minh ;
  - Prisons des Khmers Rouges
  - Camp de Tarrafal ;
  - Le Goulag soviétique (Vorkoutlag) ;
  - Le Laogai chinois ;
  - Les Unités militaires d'aide à la production à Cuba.
  - Omarska, Prijedor, et d'autres villes du nord de la Bosnie-Herzégovine, qui ont abrité les camps de concentration mis en place par les autorités de la république serbe de Bosnie en 1991 et 1992 ;
  - Prison de Maze (Long Kesh), également considéré comme un camp de concentration par les républicains irlandais et le reste de la communauté internationale ;
  - Le Camp Boiro en Guinée sous le régime d'Ahmed Sékou Touré.

- Système de marquage nazi des prisonniers
- Kapo
- Primo Levi
- David Rousset
- Réfugiés et exilés de la guerre d'Espagne
- Varlam Chalamov
- Alexandre Soljenitsyne
- Robert Antelme auteur de L'espèce humaine. Un camp de travail vu psychologiquement
- Zoran Mušič
- Georges Boudarel
- Kang Kek Ieu
- Francesc Boix (1921-1951, le Photographe de Mauthausen